# Myiophasiopsis flavotegulata
Myiophasiopsis flavotegulata är en tvåvingeart som beskrevs av Townsend 1927. Myiophasiopsis flavotegulata ingår i släktet Myiophasiopsis och familjen parasitflugor.
Artens utbredningsområde är Peru. Inga underarter finns listade i Catalogue of Life.